# Apanteles effrenus
Apanteles effrenus är en stekelart som beskrevs av Wilkinson 1928. Apanteles effrenus ingår i släktet Apanteles och familjen bracksteklar. Inga underarter finns listade i Catalogue of Life.